# Chris Bell (Autor)
Chris Bell (* 1960 in Holyhead, Wales) ist ein walisisch-neuseeländischer Schriftsteller.

## Leben
Bell übte in Großbritannien und Deutschland wechselnde Tätigkeiten aus: Er war Herausgeber und Mitautor eines Musikmagazins, arbeitete auch als Songtexter und Musiker und war zeitweise Bote für eine Schallplattenfirma.
1996 veröffentlichte er The Bumper Book of Lies, eine Sammlung von Kurzgeschichten, von denen einige vorher in Zeitschriften erschienen waren, unter anderem in The Third Alternative, Grotesque, The Heidelberg Review, Transversions, Not One of Us und Takahe. In der Anthologie The Year's Best Fantasy and Horror (10th Annual Edition) erschien seine Kurzgeschichte The Cruel Countess, und wurde dort als eindrucksvolles Debüt beschrieben.
Bells erster Roman Liquidambar (2003) gewann 2004 den Wettbewerb „Search for a Great Read“ ausgerichtet von der UKA Press. Es ist eine surreale Auseinandersetzung mit den Kriminalfilmen und Schundheften der 1940er Jahre, inspiriert von den Bildern von Edward Hopper.
Anlässlich einer Tagung zum 80. Geburtstag des Romanautors Russell Hoban gab Bell 2005 eine Festschrift heraus. Die Broschüre enthielt Beiträge verschiedener Verehrer und Mitarbeiter des Autors, unter anderem von Glenda Jackson, Andrew Davies und Sir Harrison Birtwistle.
Bell lebt und arbeitet derzeit in Auckland, Neuseeland und ist fester Mitarbeiter bei der „New Zealand Blogging Corporation“.

## Schriften
- The Bumper Book of Lies (1996) ISBN 3-00-000544-7
- Liquidambar (2003) ISBN 1-905166-35-4
- The Russell Hoban Celebratory Booklet (2005) ISBN 0-907091-88-1

Mehrere Werke erschienen inzwischen auch als E-Book. Von der Kurzgeschichte „The Cruel Countess“ gibt es eine deutsche Übersetzung. Sie ist 2012 als E-Book unter dem Titel Die grausame Gräfin erschienen.